# Le Dilemme (Star Trek)
Pour l’article homonyme, voir Le Dilemme.
Le Dilemme (Let That Be Your Last Battlefield) est le quinzième épisode de la troisième saison de la série télévisée Star Trek. Il fut diffusé pour la première fois le 10 janvier 1969 sur la chaîne américaine NBC.
L'Enterprise se retrouve être le théâtre d'un règlement de comptes entre deux extra-terrestres, à la peau blanche et noire.

## Distribution

### Acteurs principaux
- William Shatner — James T. Kirk (VF : Yvon Thiboutot)
- Leonard Nimoy — Spock (VF : Régis Dubost)
- DeForest Kelley — Leonard McCoy
- James Doohan — Montgomery Scott
- George Takei — Hikaru Sulu
- Nichelle Nichols — Nyota Uhura
- Walter Koenig — Pavel Chekov

### Acteurs secondaires
- Majel Barrett - Infirmière Christine Chapel
- Frank Gorshin - Commissionnaire Bele
- Lou Antonio - Lokai
- William Blackburn - Lieutenant Hadley

## Résumé
L'Enterprise est chargée de décontaminer l'atmosphère polluée de la planète Ariannus, quand les radars découvrent un vaisseau de la Fédération dérivant dans l'espace. Le vaisseau est amené à l'intérieur de l'Enterprise et à son ouverture un extra-terrestre étrange à la peau mi-blanche et mi-noire s'effondre face au capitaine Kirk et ses hommes. Ramené à l'infirmerie, celui-ci recouvre ses esprits et s'identifie comme Lokai, un réfugié de la planète Cheron, qui leur demande l'asile politique.
Un autre extra-terrestre de la même planète, Bele, apparaît dans le vaisseau. Celui-ci dit être un commissionnaire de police de Cheron qui a pourchassé Lokai depuis 50 000 ans. Lokai affirme être le libérateur d'esclaves, victime d'une ségrégation raciale, tandis que Bele l'accuse d'être un terroriste. Cheron n'étant pas une planète de la fédération, Kirk décide d'être neutre dans leur conflit et affirme qu'ils les déposera sur la base spatiale 4 pour que leur cas soit jugé par les autorités de la fédération, une fois la décontamination d'Ariannus effectuée. Doué de pouvoirs psychiques, Bele détourne la course de l'Enterprise vers Cheron. Kirk menace de faire exploser son vaisseau si le commandement de l'Enterprise ne lui est pas rendu. Après plusieurs sommations, il enclenche le compte à rebours d'autodestruction. Peu de temps avant la fin du compte, Bele capitule et finit par redonner le contrôle du vaisseau au capitaine Kirk.
Alors que Lokai tente d'alerter les hommes d'équipages comme Chekov et Sulu des conditions des siens sur Cheron, Bele discute avec Kirk et Spock. Il leur explique que Lokai est un être inférieur car son côté gauche est blanc tandis que le sien est noir. La mission sur Ariannus s'étant déroulée sans encombre, Bele reprend le contrôle du vaisseau, désactivant cette fois-ci le système d'auto-destruction. L'Enterprise arrive près de la planète Cheron, celle-ci est déserte, ses habitants s'étant entretués depuis longtemps. Chacun d'entre eux rejette la faute sur le camp de l'autre. Après s'être coursés à l'intérieur du vaisseau, les deux extra-terrestres se téléportent à la surface de la planète, continuant à se haïr et à vouloir se tuer l'un et l'autre. L'équipage de l'Enterprise, désolé, se voit contraint de les laisser à leur haine.

### Continuité
- L'épisode montre une scène séquence d'auto-destruction de l'Enterprise, effectué par trois des membres les plus gradés du vaisseau. Cette procédure sera répétée dans le film Star Trek 3 : À la recherche de Spock.

## Production
Cet épisode est le dernier à être co-produit par Robert Justman, alors présent dans l'équipe de la série depuis sa création. Celui-ci trouvait que la série déclinait et n'était pas d'accord avec les décisions de la NBC.

### Écriture
L'idée à la base du scénario fut esquissée par le scénariste Gene L. Coon en août 1966 durant la production de la première saison et plaisait au producteur exécutif Gene Roddenberry. Toutefois, la NBC rejeta l'idée. Un descriptif de l'épisode fut proposé par Coon sous le pseudonyme de Lee Cronin le 11 mars 1968 avec comme titre Down from Heaven ("descendu du ciel.") À l'origine, l'épisode devait raconter l'histoire d'un démon et d'un ange se combattant. Le 2 septembre, le traitement général du scénario est repris par le scénariste Oliver Crawford sous le titre de Down from Heaven, Up from Above ("descendu du ciel, remonté de l'enfer.") La première version du script fut finie le 23 septembre 1968 avant d'être partiellement réécrite par Arthur Singer et Fred Freiberger au cours du mois d'octobre 1968 sous son titre définitif de Let That Be Your Last Battlefield.
C'est le réalisateur Jud Taylor qui, peu de temps avant le tournage de l'épisode, eut l'idée des extra-terrestres dont les visages seraient de deux couleurs différentes.

### Tournage
Le tournage eut lieu du 4 au 14 octobre 1968 au studio de la compagnie Desilu sur Gower Street à Hollywood, sous la direction de Jud Taylor.
Le vaisseau de Bele est considéré comme invisible, car la série n'avait pas de budget pour le produire. Jud Taylor a effectué des zooms sur les alarmes lors de l'alerte rouge, en hommage à la série Batman dans laquelle Frank Gorshin jouait le rôle de l'homme-mystère. Lokai et Bele portent des gants afin d'éviter d'avoir à maquiller leurs mains.

### Post-production
Les bâtiments brûlés que l'on peut voir à la fin de l'épisode sont en réalité des images d'archive de la Seconde Guerre mondiale. Leur utilisation fut décidée par Freiberger qui manquait d'argent pour pouvoir filmer quelque chose de décent.

## Diffusion et réception critique

### Diffusion américaine
L'épisode fut retransmis à la télévision pour la première fois le 10 janvier 1969 sur la chaîne américaine NBC en tant que quinzième épisode de la troisième saison.

### Diffusion hors États-Unis
L'épisode fut diffusé au Royaume-Uni le 27 janvier 1971 sur BBC One.
En version francophone, l'épisode est diffusé au Québec en 1971 par Télé-Métropole et son réseau d'affiliés. En France, l'épisode est diffusé le 14 juillet 1986 lors de la rediffusion de l'intégrale de Star Trek sur La Cinq.

### Réception critique
Il s'agit d'un des épisodes dont le producteur Fred Freiberger dit être le plus fier d'avoir produit.
Dans un classement pour le site Hollywood.com, Christian Blauvelt place cet épisode à la 32e position sur les 79 épisodes de la série originelle estimant que si l'épisode assène une morale un peu lourde, pour l'époque, celle-ci était originale. Pour le site The A.V. Club Zack Handlen donne à l'épisode la note de C+ trouvant originale l'idée des extra-terrestres moitiés blancs et noirs ainsi que certains "bons moments de l'épisode, mais trouvant que l'épisode est plombé par une morale assénée trop lourdement. Dans leur livre Trek Navigators Mark Altman et Edward Gross donne un avis négatif sur l'épisode qu'ils estiment médiocre, décrivant sa morale comme évidente et lourdement assénée. Ils trouvent toutefois de bons moments comme la poursuite sur la planète en ruine et le jeu de Gorshin dans le rôle de Bele.

## Adaptation littéraire
L'épisode fut romancé sous forme d'une nouvelle de 18 pages écrite par l'auteur James Blish dans le livre Star Trek 5, un recueil compilant différentes histoires de la série et sorti en février 1972 aux éditions Bantam Books.

## Éditions commerciales
Aux États-Unis, l'épisode est disponible sous différents formats. En 1988 et 1990, l'épisode est sorti en VHS et Betamax. L'épisode sortit en version remastérisée sous format DVD en 2001 et 2004.
L'épisode connu une nouvelle version remasterisée sortie le 19 janvier 2008 : l'épisode fit l'objet de nouveaux effets spéciaux, notamment les plans de l'Enterprise et de la planète Ariannus qui seront refaits à partir d'images de synthèse. Cette version est comprise dans l'édition Blu-ray, diffusée en décembre 2009.
En France, l'épisode fut disponible avec l'édition VHS de l'intégrale de la saison 3 en 2000. L'édition DVD est sortie en 2004 et l'édition Blu-ray le 22 décembre 2009.